# Никола Бояджиев (офицер)
Никола Стефанов Бояджиев е български офицер, генерал-майор, участник в Балканските войни (1912 – 1913), командир на рота от 20-и пехотен добруджански полк, командир на 2-ри пехотен искърски полк и помощник-комнандир на 5-а пехотна дунавска дивизия (1935).

## Биография
Никола Иванов Бояджиев е роден на 11 юни 1889 г. в Русе. През 1910 г. завършва Военното на Негово Величество училище и на 4 септември е произведен в чин подпоручик. Взема участие в Балканската (1912 – 1913) и Междусъюзническата война (1913) и на 5 август 1913 г. е произведен в чин поручик.
По време Първата световна война (1915 – 1918) поручик Бояджиев служи като командир на рота от 20-и пехотен добруджански полк. „За бойни отличия и заслуги във войната“ е награден с Военен орден „За храброст“, IV степен, 2-ри клас. и Военен орден „За храброст“ IV степен, 2-ви клас  На 16 март 1917 г. е произведен в чин капитан.
След войната, на 12 август 1920 г. е произведен в чин майор, а от 26 март 1925 г. е подполковник. През 1929 г. е назначен за началник на Ловешкото военно окръжие, от 1930 г. служи във 2-ри пехотен искърски полк, от 1931 г. е началник-щаб на 4-та пехотна преславска дивизия, на 6 май 1931 г. е произведен в чин полковник. По-късно е назначен за командир на 2-ри пехотен искърски полк, след което от 1934. г. е на служба в Главното интендантство, а от 1935 г. е помощник-комнандир на 5-а пехотна дунавска дивизия. По-късно същата година е уволнен от служба. Достига до звание генерал-майор.

### Семейство
Генерал-майор Никола Бояджиев е женен и има 1 дете.

## Военни звания
- Подпоручик (4 септември 1910)
- Поручик (5 август 1913)
- Капитан (16 март 1917)
- Майор (12 август 1920)
- Подполковник (26 март 1925)
- Полковник (6 май 1931)
- Генерал-майор (неизв.)

## Награди
- Военен орден „За храброст“, IV степен, 2-ри клас (1917)
- Военен орден „За храброст“, IV степен, 1-ви клас (1921)